# Rebecca Levene
Rebecca Levene' es una autora y editora británica. Es autora de la serie de novelas de fantasía The Hollow Gods. En la década de 1990, fue editora de Virgin Books, incluida, en particular, la serie New Adventures.

## Biografía
Levene creó una comedia de situación opcional, pero nunca fue producida por la BBC.
Su primera novela, Where Angels Fear, fue coescrita con Simon Winstone, su adjunto y sucesor en New Adventures. Más recientemente, ha escrito para la editorial Black Flame, incluida una novela de Strontium Dog Bad Timing y una novela de Destino final: End of the Line. 
En 2014, publicó Smiler's Fair, la primera de una serie de fantasía The Hollow Gods publicada por Hodder & Stoughton. La segunda novela de la serie The Hunter's Kind se publicó en julio de 2015, seguida de The Sun's Domain. Trabajó en la trama y el guion de Zombies, Run! aplicación de teléfono inteligente.